# Viridictyna
Viridictyna là một chi nhện trong họ Dictynidae.